# Lianga
Lianga is een gemeente in de Filipijnse provincie Surigao del Sur op het eiland Mindanao. Bij de laatste census in 2007 had de gemeente ruim 27 duizend inwoners.

## Geografie

### Bestuurlijke indeling
Lianga is onderverdeeld in de volgende 13 barangays:
| - Anibongan - Ban-as - Banahao - Baucawe - Diatagon - Ganayon - Liatimco | - Manyayay - Payasan - Poblacion - Saint Christine - San Isidro - San Pedro |

## Demografie
Lianga had bij de census van 2007 een inwoneraantal van 27.006 mensen. Dit zijn 1.992 mensen (8,0%) meer dan bij de vorige census van 2000. De gemiddelde jaarlijkse groei komt daarmee uit op 1,06%, hetgeen lager is dan het landelijk jaarlijks gemiddelde over deze periode (2,04%). Vergeleken met de census van 1995 is het aantal mensen met 2.001 (8,0%) toegenomen.

De bevolkingsdichtheid van Lianga was ten tijde van de laatste census, met 27.006 inwoners op 161,12 km², 155,2 mensen per km².